# Playa de San Balandrán
La playa de San Balandrán es una arenal del concejo asturiano de Avilés, próximo al poblado gozoniego de Zeluán. El grado de urbanización y de ocupación son altos y su entorno es industrial. El lecho tiene pequeñas zonas de arenas de grano medio y de color oscuro. Las bajadas peatonales son muy fáciles. Los grados de urbanización y ocupación son muy bajos. Forma parte de la Costa Central asturiana.
Para acceder a esta playa lo mejor es acceder primero a los núcleos poblacionales más cercanos que son El Poblado y Zeluán y está dentro de la conocida ensenada de Llodero por lo que queda muy cerca de la charca de Zeluán, zona muy conocida por ser una zona privilegiada de observación de aves permanentes. Hay un par de plantas de la marisma asturiana: la Limonium vulgare y la  Sacocornia perennis. Por ellos se recomienda a los visitantes procurar no dañar un ecosistema muy frágil lo que se consigue en buena parte evitando el baño en esta playa. Como actividades recomendadas están la pesca a caña y recorrer el paseo marítimo hasta el faro.